# Anthophora wadicola
Anthophora wadicola är en biart som beskrevs av Johann Dietrich Alfken 1935. Anthophora wadicola ingår i släktet pälsbin, och familjen långtungebin. Inga underarter finns listade i Catalogue of Life.